# Futbol Klubi Buxoro
Il Futbol Klubi Buxoro è una società calcistica uzbeka con sede nella città di Bukhara. La squadra è stata fondata nel 1989.

## Palmarès

### Competizioni nazionali
- Uzbekistan Pro League: 1

2010

### Altri piazzamenti
- Campionato uzbeko:

Secondo posto: 1994
- Coppa dell'Uzbekistan:

Semifinalista: 2001, 2005, 2012, 2016